# Julian Hodgson
Pour les articles homonymes, voir Hodgson.
Julian Michael Hodgson est un joueur d'échecs britannique né le 25 juillet 1963 à Saint-Asaph. Grand maître international depuis 1988, il a remporté quatre fois le championnat d'échecs de Grande-Bretagne (en 1991-1992 et 1999-2000) et participé à cinq olympiades d'échecs de 1990 à 2000 (médaille d'argent individuelle en 1992, médaille de bronze par équipe en 1990).

## Biographie et carrière
Hodgson était un joueur précoce : il remporta le championnat de Londres junior (moins de 18 ans) à douze ans et le championnat britannique junior (moins de 21 ans) à quatorze ans (en 1977). Il reçut le titre de maître international en 1983 et celui de grand maître en 1988. Il remporta le tournoi de Wijk aan Zee B en 1985 et fut invité dans le tournoi principal l'année suivante : il marqua 7 points sur 13 et finit 6e-7e en ayant battu le vainqueur Nigel Short. En 1986, il finit premier du tournoi de Séville. En 1988, il remporta les tournois de Genève, Kecskemét et de Séville puis en 1989 le premier tournoi d'échecs de Dos Hermanas.
Dans les années 1990-2000, Hodgson remporta quatre titres nationaux (1991, 1992, 1999 et 2000). Il gagna :
- l'Open de Cappelle-la-Grande en 1992 ;
- le tournoi de Horgen (groupe B) 1994,
- le tournoi des Bermudes, l'open de Las Vegas et l'open du Canada en 1997,
- San Francisco (open du nord-ouest) et Oxford en 1998,
- New York en 1999.

En 2001, il finit deuxième du World Open et remporta l'open de Chicago.
Il battit Jonathan Rowson en match en 1997. Depuis 2003, il se consacre à ses activités d'entraîneur.

## L'attaque Hodgson et la variante Hodgson
Dans son ouvrage How to beat 1. d4, James Rizzitano appelle l'attaque Levitski attaque Hodgson du fait de la propension de ce dernier à jouer cette ouverture irrégulière même contre des joueurs de très haut niveau.
D'autre part, Jouni Yrjölä (de) et Jussi Tella (fi)  donnent le nom de variante Hodgson à la ligne de jeu 1. d4 d6 2. Cf3 Fg4 (ou 1. Cf3 d6 2. d4 Fg4) qu'Eric Schiller appelle défense Wade. Dans son ouvrage Trends : 1. d4 d6 ...Fg4 systems (1991), Julian Hodgson indique comme suites possibles 3. e4 Cf6 4. Cc3 e6, 3. c4 Cd7 et 3. g3.

## Publications
- Chess Traveller's Quiz Book. Cadogan Chess, Londres 1993,  (ISBN 1-85744-030-7)
- Strategies in the Middlegame, 1995
- Quick Chess Knockouts. Everyman Chess, 1996,  (ISBN 1-85744-045-5)
- Attack with GM Julian Hodgson, Vol. 1. Hodgson Enterprises, Londres 1996,  (ISBN 0-9529373-0-1)
- Attack with GM Julian Hodgson, Vol. 2. Hodgson Enterprises, Londres 1997,  (ISBN 0-9529373-1-X)

Il a également publié de nombreux livres sur des variantes d'ouverture :
- Grand Prix Attack: f4 Against the Sicilian, Collier Books, 1985,  (ISBN 0-02-011430-3)
- Trends : 1. d4 d6 ...Fg4 systems, 1991
- Secrets of the Trompovsky. Hodgson Enterprises, Londres 1997,  (ISBN 0-9529373-2-8)
- Trends in Pirc without Classical: v. 2, 1993
- Trends in Classical Pirc: v. 2, 1993
- Trends in Blackmar Diemer Gambit, 1993
- Trends in the Anti-Marshall, 1994
- Trends in the Torre Trompovsky: v. 3, 1995
- Trends in the Slav: v. 2, 1996
- Trends in the Anti-Sicilian , 1995
- Trends in the Caro Kann: 5...Nf6 v. 2, Trends Publications, 1994
- Trends in the Caro-Kann Classical: v. 2, 1996
- Trends in the Caro Kann Fantasy, 1997

## Exemples de parties
Keith Arkell-Julian Hodgson, Dublin, 1991
1. d4 d6 2. Cf3 Fg4 3. c4 Cd7 4. Db3 Tb8 5. h3 Fxf3 6.Dxf3 g6 7. Cc3 Fg7 8.e3 e5 9. dxe5 dxe5 10. Dd1 f5 11. g4 Ce7 12. gxf5 Cxf5 13. Ce4 0-0 14. c5 Rh8 15. h4 De7 16. h5 Cxc5 17. hxg6 h6 18. Dc2 Cxe4 19. Dxe4 Df6 20. Fd3 Cd6 21. Dg2 e4 22. Fc2 Tbe8 23. Th5 Te5 24. Txe5 Dxe5 25. Tb1 Tf5 26. Fd2 Tg5 27. Dh1 Th5 28. Dg1 Th3 29. Fd1 Df6 30. Fg4 Dxg6 31. Rf1 Th4 32. Fd1 Df7 33. Dg3 Cf5 34. Dg2 Th1+ 0-1.
Julian Hodgson-Ivan Sokolov, Groningue, 1996
1. d4 d5 2. Fg5 c5 3. dxc5 f6 4. Fh4 e5 5. e4 Fe6 6. exd5 Dxd5 7. Dxd5 Fxd5 8. Cc3 Fe6 9. Cb5 Ca6 10. f4 Fxc5 11. fxe5 fxe5 12. 0-0-0 Cf6 13. Cf3 0-0 14. Cxe5 Ce4 15. Cd4 Fxa2 16. Fxa6 bxa6 17. The1 Cf6 18. Fxf6 Txf6 19. Cd7 Fxd4 20. Txd4 Tc6 21. Ce5 Tc5 22. b4 Tc7 23. Rb2 Fe6 24. c4 Tf8 25. Rc3 Fc8 26. Ted1 Te7 27. Tc6 Tc7 28. Ca5 Tf2 29. T1d2 Tf1 30. c5 h6 31. c6 Rf7 32. Rb2 Re7 33. Te2+ Rf7 34. Cc4 Ff5 35. Ce3 Te7 36. Tdd2 Tb1+ 37. Ra2 Fg6 38. Td7 Txd7 39. cxd7 1-0

### Autres parties remarquables
Julian Hodgson-Yasser Seirawan, Wijk aan Zee, 1986, 1-0
Tibor Károlyi (en)-Julian Hodgson, Londres, 1989, 0-1
Julian Hodgson-Michael Adams, Wijk aan Zee, 1993, 1-0